# Junrei
Mit Junrei (jap 巡礼) bzw. Junpai (巡拝) werden in Japan Pilgerreisen der japanischen Religion bezeichnet. Es gibt in Japan verschiedene Wörter für Pilgerreisen, Junrei bezeichnet umgangssprachlich nur die, die aus Rundreisen bestehen.
Man geht davon aus, dass die Tradition des Junrei in der Nara-Zeit aufkam, allerdings erst in der Heian-Zeit populär wurde. Kumano in der südlichen Präfektur Wakayama wurde zu einem großen Zentrum der Shugendō-Sekte, daneben genossen auch Hase-dera, Shitennō-ji, Kinpusen-ji und der Kōya-san große Beliebtheit als Wallfahrtsorte. In der Edo-Zeit stieg die Anzahl der Pilger dann rasant an, die meisten der heute benutzten Pilgerrouten stammen noch aus dieser Zeit.
Diese Pilgerreisen können im Besuch einer Anzahl bestimmter Shintō-Schreine, buddhistischer Tempel oder anderer heiliger Orte bestehen, die in einer bestimmten Reihenfolge aufgesucht werden. 
Die bekanntesten Pilgerreisen sind diese Rundreisen und führen einerseits über den Shikoku-Pilgerweg mit seinen 88 Tempeln auf der Insel Shikoku und andererseits zu den 33 Heiligtümern von Kannon in den Westlichen Provinzen (Saigoku-Pilgerweg). Bekannte einzelne Pilgerorte sind aber auch u. a. der Ise-jingū und mehrere heilige Berge, wie der Fujisan.
Die Pilgerreisen werden oft von Reisebusunternehmen organisiert und dauern dann nur wenige Wochen. Viele Pilger bevorzugen auf Shikoku aber noch immer den zwei oder drei Monate langen traditionellen Fußmarsch. Meist dokumentieren die Pilger die Besuche der Heiligtümer mit einem Shuin genannten, kommentierten Stempelabdruck in einem Sammelbuch oder auf ihrem weißen Pilgergewand.